# Майже як люди
«Майже як люди» (англ. They Walked Like Men) — науково-фантастичний роман американського письменника Кліффорда Сімака. Вперше опублікований в США в 1962 році.

## Сюжет
В романі обігрується улюблена тема Кліффорда Сімака — тема контакту людини з іншими цивілізаціями. Однак у цьому романі письменник звертається до теми з незвичною для себе сторони, описуючи спробу вторгнення інопланетян на Землю. Причому спробу вельми незвичайну — прибульці хочуть захопити Землю, скупивши її.
Головний герой, журналіст Паркер Грейвс (англ. Parker Graves), спочатку виявляє на порозі своєї квартири капкан, а потім отримує лист про виселення з квартири, оскільки будинок несподівано був проданий, і новий власник не зацікавлений в здачі в оренду. Намагаючись докопатися до істини, Паркер дізнається, що хтось методично скуповує нерухомість. І роблять це прибульці, які зовні нагадують кегельні кулі. Вони мають мету перетворити Землю в міжгалактичний курорт. Вони можуть приймати вигляд людей, тварин і предметів. Паркера кілька разів намагаються вбити: спочатку капкан, потім відбувається спроба в офісі інопланетян, потім підривають його машину. В офісі прибульців Паркер знаходить склад анатомічно-точних ляльок, які допомагають прибульцям тримати правильну людську форму, що допомагає йому в подальшому ідентифіковувати їх.
За допомогою своєї колеги Джойс Кейн, з якою у нього роман, Паркер намагається боротися з прибульцями. Але Джойс спочатку є єдиною, хто йому повірив. Пізніше до них приєднується його давній друг — біолог Керлтон Стірлінг. Але він гине. Паркер приносить йому кілька захоплених «кегельних куль», але частина істот тікає. Через кілька годин Паркер і Джойс дізнаються про те, що знайдено тіло Стірлінга.
Герої зустрічають ще одного прибульця, який зовні нагадує величезного кудлатого Пса. Пес, як вони його називають, дає їм важливу інформацію про те, що головна цінність прибульців — запахи, і заволодівши Землею, вони поміняють планету на величезну партію пахощів. Паркер з'ясовує, що інопланетяни дуже чуйно реагують на запах скунса, настільки, що можуть відмовитися заради нього від будь-якої задачі. Він вигадує, як виявити прибульців, але його самого захоплює в полон замінений автомобіль. Паркер потрапляє в аварію, він серйозно поранений, але Джойс встигає організувати акцію: в самому  центрі міста на волю випускають скунсів. Через кілька годин центр міста виявляється похованим під величезною горою кегельных куль. Пес відбуває у свій світ, попередньо вилікувавши Паркера і попросивши берегти Землю.

## Видання
Англійською роман був вперше опублікований в США в 1962 році. Пізніше він неодноразово перевидавався англійською мовою, останнє видання вийшло у 2011 році.